# Гармащина
Гармащина (укр. Гармащина) — село в Нежинском районе Черниговской области Украины. Население 60 человек. Занимает площадь 0,767 км².
Код КОАТУУ: 7423387403. Почтовый индекс: 16664. Телефонный код: +380 4631.

## Власть
Орган местного самоуправления — Лосынивський сельский совет. Почтовый адрес: 16665, Черниговская обл., Нежинский р-н, с. Перемога, ул. Шевченко, 1.